# Barrukia cristata
Barrukia cristata är en ringmaskart som först beskrevs av Willey 1902.  Barrukia cristata ingår i släktet Barrukia och familjen Polynoidae.
Artens utbredningsområde är Södra Ishavet. Inga underarter finns listade i Catalogue of Life.